# Enrico Dorigatti
Enrico Dorigatti (Bolzano, 14 dicembre 1979) è un ex hockeista su ghiaccio italiano, di ruolo attaccante.

## Carriera

### Club
Enrico Dorigatti esordì in Serie A con la maglia dell'Hockey Club Bolzano conquistando lo scudetto nella stagione 
1997-1998. Nella stagione 
1999-2000 si trasferì a Torre Pellice per disputare il campionato con l'HC Valpellice, totalizzando 33 punti il 36 presenze.
Dal 2000 Dorigatti fece ritorno al Bolzano, squadra con cui rimase fino al 2007 vincendo due edizioni della Coppa Italia e una Supercoppa italiana. Dorigatti a causa di alcune incomprensioni con l'allenatore del Bolzano Doug McKay, il quale lo aveva messo fuori rosa, nella stagione 2007-2008 si trasferì al Ritten Sport. Quell'anno egli fu il miglior marcatore italiano del campionato, con 41 punti ottenuti in 38 giornate di stagione regolare.
Dalla stagione successiva egli fece ritorno al Bolzano. Nelle stagioni successive Dorigatti conquistò due scudetti, una Coppa Italia e due Supercoppe italiane. Il 28 settembre 2012, in occasione del match contro il Pontebba, Dorigatti festeggiò la presenza numero 500 con la maglia del Bolzano. Al termine della stagione Dorigatti arrivò a totalizzare 538 presenze con la maglia del Bolzano, con 193 punti ottenuti e 9 trofei conquistati.
Nel 2013 si trasferì all'Hockey Club Neumarkt-Egna, squadra iscritta per la prima volta alla Inter-National-League. Al termine della stagione vinse l'Inter-National-League.

### Nazionale
Dorigatti esordì con la Nazionale italiana prendendo parte ai campionati europei Under-18 del 1997. Con la Nazionale maggiore prese invece parte al campionato mondiale di Prima Divisione del 2003.

## Palmarès

### Club
- Campionato italiano: 3

Bolzano: 1997-1998, 2008-2009, 2011-2012
- Coppa Italia: 3

Bolzano: 2003-2004, 2006-2007, 2008-2009
- Supercoppa italiana: 3

Bolzano: 2004, 2008, 2012
- Inter-National-League: 1

Egna: 2013-2014